# جبیله
جبیله، نام شهری است در عربستان است که در مسیر ریاض بریده واقع شده است. این شهر، در دشت واقع شده است و قبور صحابه کشته شده در جنگ با مسیلمه در نزدیکی این شهر واقع شده است.

## موقعیت
این شهر کوچک در پنجاه کیلومتری شمال غربی شهر ریاض و بین آبادی العیینه در مغرب و شهر درعیه در جنوب شرقی است. مختصات این شهر َ54 24 عرض شمالی و َ27 46 طول شرقی گزارش شده است و در مسیر ریاض-بریده واقع شده است. فاصله این شهر تا ریاض نزدیک به ۳۰ کیلومتر است.

## ویژگی‌ها
این شهر در دشت قرار گرفته است و با دو جاده به ریاض متصل است. این جاده‌ها در بین تپه‌هایی به ارتفاع هفتصد تا هشتصد متر کشیده شده‌اند. یکی از جاده‌ها از منطقه صخره‌ای میان ساحل شرقی وادی حنیفه و ریاض می‌گذرد و دیگری تا درعیه امتداد دارد. این جاده از جهت حمل و نقل محصولات جبیله از لحاظ اقتصادی برای این شهر مهم تلقی می‌شود. جاده جدید ریاض به بریده، در سال ۱۹۶۱ احداث گردید از مسیرهای مناسب به سمت شمال محسوب می شود.

## تاریخچه
قدمت این شهر، به پیش از اسلام می‌رسد. امین ریحانی، این شهر را قریه‌های قدیمی بنوحنیفه در نجد گزارش کرده است و مسیلمه کذاب، که مدعی نبوت در زمان حیات پیامبر اسلام به شمار می‌رفت، در این شهر مسکن داشته است. به گزارش برخی منابع، تپه های ماهورهای سمت راست وادی جنیفه، که در نزدیکی این شهر واقع شده است، به قبور الصحابه مشهور است و مدفن جنگجویان نبرد عقرباء می‌باشد. این نبرد در سال یازدهم هجری در سرزمین یمامه بین مسلمانان و سپاه مسیلمه در گرفت. منابع دامنه این نبرد را تا شما شهر کنونی جبیله گزارش کرده اند. بنا به گزارش منابع، ۱۲۰۰ نفر از صحابه های پیامبر در نبرد کشته شدند که وجود هفتصد حافظ قرآن در بین آنها، محل تأمل است. زید برادر عمر بن خطاب از جمله کشته شدگان این نبرد است.
در سال ۸۵۰ ه.ق این شهر به آل یزید تعلق داشت و با حمله موسی بن ربیعه بن مانع مرادی (امیر درعیه)، شوکت این خاندان در منطقه از میان رفت و افراد گروه پراکنده شدند. در اواسط قرن دوازدهم، این شهر یکی از محل های نشست و برخاست محمد بن عبدالوهاب (موسس مذهب وهابیت) بوده است. وی اولین پیروزی های خود را در این منطقه تجربه کرده است. بنا به گزارش منابع تاریخی، تا پیش از قیام محمد بن عبدالوهاب، مردم این شهر به زیارت قبور بزرگان مدفون می رفتند و برای درختان قداست قائل بودند. پس از قیام محمد بن عبدالوهاب، قبور و بقاع صحابه در این شهر (از جمله قبر زید بن خطاب) ویران شد. برخی از اهالی شهر پس از تخریب این بنا، به خارج از شهر رفته و توقع عذاب و بلا بر ابن وهاب بودند. در سال ۱۱۷۲ نیز نبردی میان عُرَیْعَربن دجین بن سعدون و محمدبن سعود درگرفت که در نهایت به صلح انجامید.